# Chiesa di Santa Maria di Coros

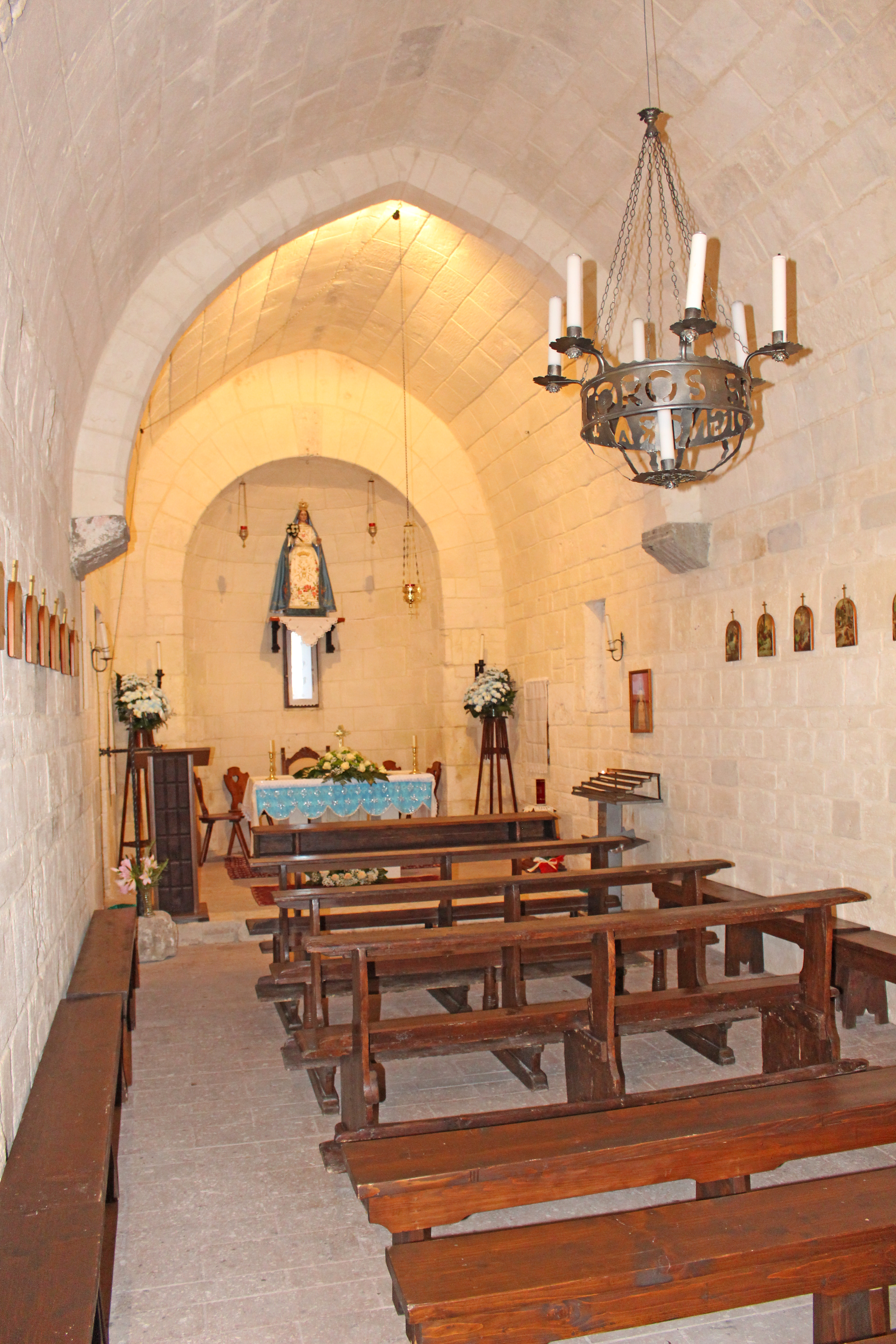
Chiesa di Santa Maria di Coros

La chiesa di Santa Maria di Coros è una chiesa campestre situata in territorio di Ittiri, centro abitato della Sardegna nord-occidentale. Consacrata al culto cattolico, fa parte della parrocchia di San Pietro in Vincoli, arcidiocesi di Sassari.

L'edificio, ubicato a circa due chilometri dall'abitato, venne eretta nel pieno Duecento come dipendenza dell'abbazia di Santa Maria di Paulis in forme romaniche di influenza francese e può essere considerato l'ultima chiesa dei cistercensi in Sardegna.

Durante il XVII secolo a causa di un importante rifacimento la facciata perse il suo aspetto originale; successivamente crollarono l'abside e parte della volta. Restauri effettuati alla fine del secolo scorso l'hanno riconsegnata al culto dei fedeli che l'8 settembre di ogni anno rinnovano la  devozione alla  Vergine Maria. L'arcivescovo di Sassari porta il titolo onorifico di priore di Santa Maria di Coros.